# Udo Lattek
Udo Lattek (* 16. Januar 1935 in Bosemb, Ostpreußen; † 31. Januar 2015 in Köln) war ein deutscher Fußballspieler und -trainer.
Als Trainer gewann Lattek mit dem FC Bayern München und Borussia Mönchengladbach insgesamt acht deutsche Meistertitel. Mit dieser Bilanz ist er der erfolgreichste Vereinstrainer im deutschen Fußball. Er gewann mit den beiden Vereinen sowie dem FC Barcelona jeweils einen Wettbewerb im Europapokal (Europapokal der Landesmeister, UEFA-Pokal, Europapokal der Pokalsieger).
Lattek, über viele Jahre auch Fernsehexperte, war bis zum Bekanntwerden seiner Parkinson-Krankheit 2013 als Sport-Kolumnist tätig.

## Privates
Lattek wurde als Sohn einer Landwirtsfamilie in Bosemb im ostpreußischen Landkreis Sensburg geboren (das heutige Boże in der polnischen Woiwodschaft Ermland-Masuren).
Gegen Ende des Zweiten Weltkriegs wurde die Familie heimatvertrieben, gelangte zunächst für zwei Jahre nach Dänemark, dann nach Westdeutschland ins oberbergische Wipperfürth. Lattek wuchs dort auf einem Bauernhof auf.
1955 bestand Lattek das Abitur. Von 1955 bis 1958 studierte er in Münster Sport und Anglistik für das Lehramt. Anschließend war er ein Jahr lang am Engelbert-von-Berg-Gymnasium Wipperfürth, seiner ehemaligen Schule, tätig. Nach einer viermonatigen Anstellung am Gymnasium Canisianum in Lüdinghausen unterrichtete er 1961 am Gymnasium Zum Altenforst in Troisdorf als Sportlehrer. 1962 heiratete Lattek Hildegard, eine Sportlehrerin. Ihr Sohn Dirk starb 1981 im Alter von 15 Jahren an Leukämie. Daraufhin ging Lattek als Trainer des FC Barcelona mit seiner Frau  für zwei Jahre nach Spanien.

## Spielerkarriere
Schon in jungen Jahren war er begeisterter Fußballspieler. Er spielte als Amateur für den SSV Marienheide, ehe der Stürmer zu Bayer 04 Leverkusen wechselte, wo er am 29. März 1956 sein erstes Oberligaspiel (damals höchste deutsche Spielklasse) absolvierte. Die Werkself, die im Vorjahr als Tabellendritter noch knapp die Qualifikation für die Endrunde um die deutsche Fußballmeisterschaft verfehlt hatte, stieg im Jahr darauf überraschend ab. Nach einer Zwischenstation beim VfR Wipperfürth wechselte Lattek 1962 zum VfL Osnabrück, wo er drei Jahre lang in der Ober- und Regionalliga Nord spielte und in 70 Punktspielen 34 Treffer erzielte.

## Arbeit als Trainer

### Deutscher Fußball-Bund (1965–1970)
Auf Empfehlung von Latteks Ausbilder im Trainerlehrgang, Hennes Weisweiler, bot der DFB im Frühjahr 1965 Lattek die Stelle des Trainers der Jugendnationalmannschaft an, die Lattek annahm. Zudem gehörte er als Assistent dem Trainerstab von Bundestrainer Helmut Schön für die A-Nationalmannschaft an, weshalb er auch zur Weltmeisterschaft 1966 nach England mitreiste.

### Bayern München (1970–1975)

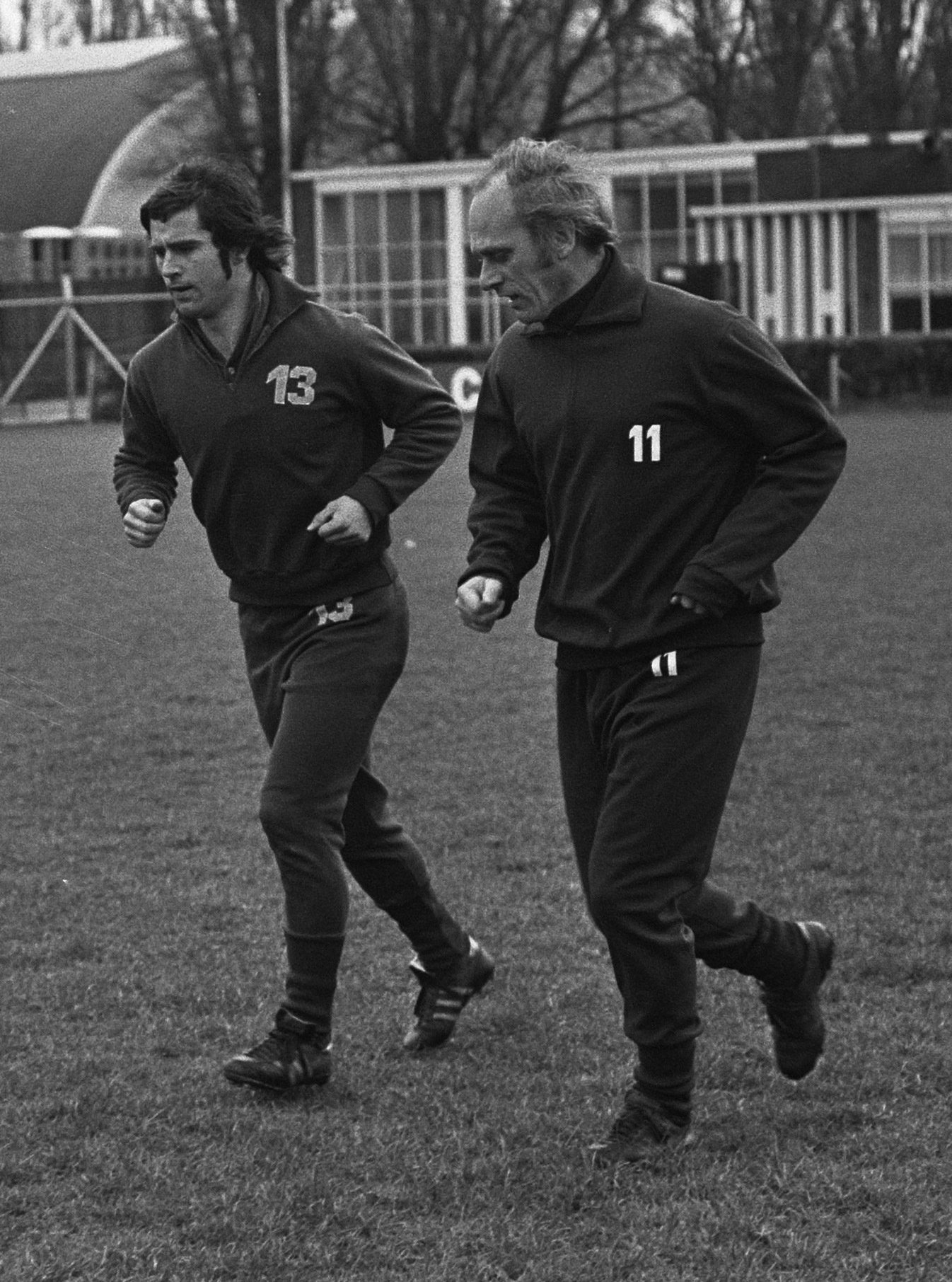
Udo Lattek (rechts) und Gerd Müller, 1973

Am 14. März 1970 übernahm Lattek das Traineramt beim FC Bayern München. Franz Beckenbauer soll ihn dazu bewogen haben, da die Spieler mit dem amtierenden Trainer Branko Zebec Probleme hatten und sich vehement für Lattek aussprachen. Lattek kannten sie aus der Nationalmannschaft. Seine Ernennung war umstritten, da er keinerlei Erfahrung als Vereinstrainer vorweisen konnte und gerade mal 35 Jahre alt war. Lattek und die Bayern beendeten die Saison als Vizemeister.
In den Reihen der Münchener standen mit Beckenbauer, Sepp Maier, Gerd Müller und Georg Schwarzenbeck vier Nationalspieler. Lattek ergänzte die Mannschaft noch mit den Jugendnationalspielern Paul Breitner, Uli Hoeneß und Rainer Zobel, die dem Ruf ihres ehemaligen Lehrmeisters an die Isar gefolgt waren. Lattek galt als taktisch und psychologisch gewieft, bevorzugte im Umgang mit seinen Spielern das offene Wort und trug so dazu bei, aus diesem Kader eine funktionierende Einheit zu formen. Er baute den FC Bayern zur stärksten deutschen Vereinsmannschaft auf und leitete die wohl erfolgreichste Phase der Vereinsgeschichte ein. Nach dem Sieg im DFB-Pokal 1970/71 wurde er mit den Bayern, die in den letzten Jahrzehnten bisher zweimal als Meister erfolgreich gewesen waren, von 1972 bis 1974 dreimal in Folge Deutscher Meister. 1974 folgte die europäische Krönung: Als erste deutsche Mannschaft gewannen die Bayern den Europapokal der Landesmeister (1:1, 4:0 gegen Atlético Madrid). Im Sommer 1974 bildeten die Bayern-Spieler – sechs waren während des Turniers Stammspieler – auch den Kern der deutschen Weltmeister-Elf, die im eigenen Land den WM-Titel gewann.
1974/75 spielten die Bayern ihre bis dahin schlechteste Bundesliga-Saison, während der auch eine Serie von 73 Heimspielen ohne Niederlage riss. Nach Unstimmigkeiten mit Vereinspräsident Wilhelm Neudecker wurde Lattek am 3. Januar 1975 entlassen und durch Dettmar Cramer ersetzt. Zu dem Zeitpunkt befand man sich in der Bundesliga nur auf dem 14. Tabellenplatz.

### Borussia Mönchengladbach (1975–1979)
Für die Saison 1975/76 hatte Lattek eigentlich bei Rot-Weiss Essen unterschrieben, ging dann aber zu Borussia Mönchengladbach, dem amtierenden Meister und Bayernkonkurrenten der letzten Jahre: „Was würden Sie denn machen, wenn Sie die Wahl zwischen einem Fahrrad (Essen) und einem Mercedes (M’gladbach) hätten?“
In Mönchengladbach übernahm Lattek eine intakte Mannschaft mit Spielern wie Uli Stielike, Jupp Heynckes, Herbert Wimmer, Allan Simonsen, Rainer Bonhof, Wolfgang Kleff und Berti Vogts, aber er veränderte das Spielsystem der „Fohlen“. Anstelle des „Hurra-Stils“ seines Vorgängers Hennes Weisweiler legte er den Schwerpunkt mehr auf den Defensivbereich und gewann mit einer stabilen Abwehr die beiden nächsten Meisterschaften 1976 und 1977, was einen weiteren Titel-Hattrick in den 1970er Jahren bedeutete.
Auch stand er mit Gladbach 1977 nach Erfolgen über Austria Wien, AC Turin, FC Brügge und Dynamo Kiew, welches zuvor seinen Ex-Verein und Titelverteidiger FC Bayern München aus dem Wettbewerb befördert hatte, im Finale des Europapokals der Landesmeister. Bei einem Sieg im Endspiel in Rom wäre Lattek zum ersten Trainer geworden, der mit zwei verschiedenen Vereinen Landesmeisterpokale gewann. Der Erfolg blieb ihm und Gladbach aber verwehrt und man musste sich mit 1:3 dem FC Liverpool geschlagen geben.
In der folgenden Spielzeit 1977/78 wurde die erneute Meisterschaft nur aufgrund der schlechteren Tordifferenz gegenüber dem 1. FC Köln verpasst. Im Landesmeisterpokal stießen die Gladbacher unter Latteks Leitung bis ins Halbfinale vor, wo man nach der Endspiel-Niederlage im Jahr zuvor erneut dem FC Liverpool und Bob Paisley unterlag.
Die Spielzeit 1978/79 wurde Latteks letzte als Gladbach-Trainer. Nach der Vizemeisterschaft im Jahr zuvor, wurde die Saison dieses Mal auf einem enttäuschenden zehnten Platz beendet. Im UEFA-Pokal schlug man sich unterdessen deutlich besser und zog nach Siegen über SK Sturm Graz, Benfica Lissabon, Śląsk Wrocław, Manchester City und den MSV Duisburg ins Finale ein, wo man auf den jugoslawischen Top-Verein Roter Stern Belgrad traf. Für Lattek war es nach den Landesmeistercup-Finals 1974 und 1977 das dritte europäische Endspiel in fünf Jahren. Das Hinspiel in Belgrad endete zunächst 1:1. Im Rückspiel im Rheinstadion zwei Wochen später konnten die Belgrader dann dank eines Treffers von Allan Simonsen mit 1:0 bezwungen werden und Lattek gewann seinen zweiten europäischen Titel. Nach der Saison verabschiedete sich Lattek nach vier erfolgreichen Jahren wieder vom Bökelberg und übergab sein Amt an Jupp Heynckes, der seine Spielerkarriere beendet hatte.

### Borussia Dortmund (1979–1981)
Mit Borussia Dortmund, wenige Jahre zuvor noch Zweitligist, verbrachte Lattek zwei vergleichsweise unspektakuläre Jahre im oberen Mittelfeld der Bundesliga. Diese Zeit wurde durch die schwere Krankheit seines Sohnes Dirk und dessen Tod 1981 überschattet. Das nahm Lattek zum Anlass, Deutschland zu verlassen und eine neue Herausforderung im Ausland zu suchen. Er bat BVB-Präsident Reinhard Rauball um die vorzeitige Freigabe und übernahm das Traineramt beim spanischen Traditionsverein FC Barcelona.

### FC Barcelona (1981–1983)
Lattek: „Ich brauchte eine neue Aufgabe, Barcelona war schon damals der schwierigste Klub, der mich 24 Stunden am Tag gefordert und dadurch auch abgelenkt hat. Ich musste eine neue Sprache lernen, habe das in drei Monaten geschafft, brauchte nie einen Dolmetscher und habe beim ersten Training im Camp Nou vor 45.000 Zuschauern eine kleine Rede in Spanisch gehalten.“
1982 erreichte Lattek mit „Barça“ das Finale des Europapokals der Pokalsieger, in dem Standard Lüttich mit 2:1 bezwungen werden konnte. In diesem Sommer wechselte der argentinische Ausnahmespieler Diego Maradona zu Barcelona, das mit Migueli, Carles Rexach, Quini, Bernd Schuster und Latteks altem Bekannten Allan Simonsen ohnehin bereits viele Stars im Kader hatte. Zu Maradona hatte Lattek ein schwieriges Verhältnis. Als dieser sich 1983 bei einem Abfahrtstermin des Mannschaftsbusses verspätete, ließ Lattek den Bus ohne den Superstar abfahren. Wenig später – am 3. März 1983 – wurde Lattek entlassen und durch den Argentinier César Luis Menotti ersetzt. Lattek vermutete, dass ihm aufgrund einer Beschwerde Maradonas beim Vereinspräsidenten gekündigt wurde.

### FC Bayern München (1983–1987)
Nach seiner Entlassung in Spanien kehrte er wieder in die Bundesliga zurück und übernahm zur Saison 1983/84 die Bayern ein zweites Mal. Sein ehemaliger Spieler Uli Hoeneß, inzwischen Bayern-Manager, hatte ihn zurück an die Isar geholt. Lattek konnte an seine Erfolge aus den frühen 1970er Jahren anknüpfen, indem ein weiterer Titel-Hattrick folgte (1985, 1986, 1987) – 1986 sogar das damals noch seltene „Double“ aus Meisterschaft und Pokal. 1987 erreichte er nach Siegen über Eindhoven, FK Austria Wien, Anderlecht und Real Madrid zudem einmal mehr das Finale des Europapokals der Landesmeister. Für Lattek war es nach 1974 und 1977 sein drittes Landesmeistercup-Finale und inklusive der UEFA-Pokal-Finale 1979 und Pokalsiegercup-Finale 1982 sein insgesamt fünftes europäisches Endspiel. Sein Team unterlag im Wiener Ernst-Happel-Stadion mit 1:2 dem FC Porto, womit er nach der Niederlage mit Gladbach zehn Jahre zuvor sein zweites Europapokal-der-Landesmeister-Finale verlor und es bei dem Titelerfolg von 1974 blieb. Lattek bezeichnete die Endspielniederlage 1987 Jahre später als die schlimmste Niederlage seiner Karriere.
Bei Bayern arbeitete er wieder mit vielen Ausnahmespielern wie Karl-Heinz Rummenigge, Lothar Matthäus, Dieter Hoeneß, Jean-Marie Pfaff und Klaus Augenthaler zusammen und wurde seinem Ruf als „erfolgreichster deutscher Trainer“ gerecht. Berühmt wurde das Bild vom Trainer, der nach dem Titelgewinn 1987 (der zehnte der Bayern, damit waren sie erstmals Rekordmeister) den Zuschauern im Olympiastadion seine Hosen zuwarf und danach nur noch in Unterwäsche feierte.
Wie schon 1979 bei Borussia Mönchengladbach folgte ihm als Trainer auch hier wieder Jupp Heynckes.

### Sportdirektor beim 1. FC Köln (1987–1992)
Am 1. Juli 1987 tauschte Udo Lattek die Trainerbank gegen den Bürostuhl. Beim 1. FC Köln sollte er sich als sogenannter Technischer Direktor um die Belange der Lizenzspielermannschaft kümmern. Anfang August 1987 sorgten Lattek und der FC-Vorstand mit der Rückholaktion von Pierre Littbarski für Aufsehen. Die Rückkehr von Littbarski gab auch sportlichen Auftrieb, so dass der FC in der Bundesliga bis zur Auswärtsniederlage bei Werder Bremen am 7. November 1987 ungeschlagen blieb und bis an die Tabellenspitze vordrang. „Udo, der Guru vom Rhein“, titelte der „Kicker“ und machte schnell den blauen Pullover, den der Sportdirektor stets bei den Spielen trug, als Glücksbringer aus. Später versteigerte Lattek das berühmte Textil zu Gunsten der Kinderkrebshilfe. Nach nur etwas mehr als einem halben Jahr bat er die FC-Verantwortlichen um die Auflösung seines Vertrages, da ihm ein Angebot als Chef-Kolumnist der neuen Zeitschrift „Sport-Bild“ vorlag. Im September 1990 zog es Lattek jedoch als Sporttechnischen Leiter zum 1. FC Köln zurück. Während der Saison 1991/92 trennte sich der FC von seinem Cheftrainer Erich Rutemöller, und Udo Lattek sprang als Interimscoach ein. Er betreute die Mannschaft beim Heimspiel gegen Bayern München (1:1) und übergab die Trainingsleitung kurz darauf an den Co-Trainer Hannes Linßen. Im Sommer 1992 verließ Lattek den 1. FC Köln.

### FC Schalke 04 (1992–1993)
Für sechs Monate betreute der Meistermacher den FC Schalke 04, ehe ihn der als „Sonnenkönig“ bekannt gewordene Vereinspräsident Günter Eichberg in der Winterpause der Saison 1992/93 auf dem 11. Tabellenplatz stehend, fünf Punkte hinter einem UEFA-Pokal-Platz, freistellte. Danach erklärte Lattek seinen Rückzug vom aktiven Fußballgeschäft.

### Borussia Dortmund (2000)
Gegen Ende der Saison 1999/2000 übernahm der inzwischen 65-Jährige nach sieben Jahren zum letzten Mal ein Traineramt. Borussia Dortmund rangierte damals fünf Spieltage vor Saisonende als 13. der Tabelle lediglich zwei Punkte vor dem ersten Abstiegsplatz. Lattek und sein Assistent Matthias Sammer schafften es, Dortmund auf den 11. Tabellenplatz zu führen. Nach einem abschließenden 3:0-Sieg gegen Hertha BSC wurde der Erfolgstrainer von 75.000 Fans im Westfalenstadion frenetisch gefeiert. Ein Engagement über die Saison hinaus lehnte er ab. Für seinen Kurzeinsatz hat Lattek nach eigenen Aussagen zwei Millionen Mark Gage erhalten.

## Titel als Trainer
International
- Sieger des Europapokals der Landesmeister: 1974 (FC Bayern München)
- Sieger des Europapokals der Pokalsieger: 1982 (FC Barcelona)
- UEFA-Cup-Sieger: 1979 (Borussia Mönchengladbach)

National
- Deutscher Meister (8): 1972, 1973, 1974 (alle FC Bayern München), 1976, 1977 (beide Borussia Mönchengladbach), 1985, 1986, 1987 (alle FC Bayern München)
- Deutscher Pokalsieger (3): 1971, 1984, 1986 (alle FC Bayern München)

## Nach der Trainerkarriere
Lattek lebte mit seiner Ehefrau in Köln und war als Kolumnist für Die Welt und den kicker tätig. Am 22. Mai 2011 wurde er als Kommentator in der Sonntagssendung Doppelpass auf Sport1 (ehemals DSF) nach 16 Jahren und 786 Sendungen, in denen er als Experte längst Kultstatus erreicht hatte, feierlich verabschiedet.
Im August 2010 erlitt Lattek einen Schlaganfall. Durch den schnellen Einsatz seiner Frau konnten Folgeschäden verhindert werden. 2011 und 2012 musste er sich zwei Operationen am Gehirn zur Entfernung gutartiger Tumore unterziehen. Am 13. Oktober 2013 gab seine Frau gegenüber der Bildzeitung bekannt, dass Lattek an der Parkinson-Krankheit leide. Zudem wurde bekannt, dass er an schleichender Altersdemenz leide. Er lebte in einem Kölner Pflegeheim und war auf den Rollstuhl angewiesen. Am 31. Januar 2015 starb er im Alter von 80 Jahren. Er wurde am 10. Februar 2015 auf dem Neuen Friedhof in Köln-Weiden unter prominenter Anteilnahme (Reinhard Rauball, Wolfgang Niersbach, Karl-Heinz Rummenigge, Erich Ribbeck, Reiner Calmund, Christoph Daum, Wolfgang Overath und Rainer Bonhof) beigesetzt.

## Auszeichnungen
Lattek wurde durch die Deutsche Akademie für Fußball-Kultur für den Fußballspruch des Jahres 2010 ausgezeichnet. Seine prämierte Aussage über den von ihm einst als Sportdirektor betreuten 1. FC Köln lautete:

„Im Kölner Stadion ist immer so eine super Stimmung, da stört eigentlich nur die Mannschaft.“

 2011 erhielt er den Sport Bild-Award für sein Lebenswerk.
Im November 2021 wurde Lattek in die Hall of Fame des deutschen Fußballs aufgenommen.